# Pa-hay-okee Trail
Le Pa-hay-okee Trail, ou Pa-hay-okee Overlook, est un sentier d'interprétation du parc national des Everglades, un parc national américain qui protège une partie des Everglades, dans le sud de la Floride. En forme de boucle, il démarre et débouche sur un parc de stationnement de la route principale reliant Florida City à Flamingo en traversant le parc.